# Talking Heads: 77
Az 1977-es Talking Heads: 77 a Talking Heads debütáló nagylemeze. A Billboard Pop Albums listán a 97. helyig jutott, míg a Psycho Killer kislemez a 92. helyig jutott. 2003-ban 290. lett a Rolling Stone magazin Minden idők 500 legjobb albuma listáján.

## Az album dalai
| 1. | Uh-Oh, Love Comes to Town | David Byrne | 2:48 |
| 2. | New Feeling               | David Byrne | 3:09 |
| 3. | Tentative Decisions       | David Byrne | 3:04 |
| 4. | Happy Day                 | David Byrne | 3:55 |
| 5. | Who Is It?                | David Byrne | 1:41 |
| 6. | No Compassion             | David Byrne | 4:47 |

| 1. | The Book I Read                  | David Byrne                              | 4:06 |
| 2. | Don't Worry About the Government | David Byrne                              | 3:00 |
| 3. | First Week/Last Week…Carefree    | David Byrne                              | 3:19 |
| 4. | Psycho Killer                    | David Byrne, Chris Frantz, Tina Weymouth | 4:19 |
| 5. | Pulled Up                        | David Byrne                              | 4:29 |

## Közreműködők
- David Byrne – gitár, ének
- Jerry Harrison – gitár, billentyűk, ének
- Chris Frantz – dob
- Tina Weymouth – basszusgitár

## Fordítás
Ez a szócikk részben vagy egészben a Talking Heads: 77 című angol Wikipédia-szócikk ezen változatának fordításán alapul.  Az eredeti cikk szerkesztőit annak laptörténete sorolja fel. Ez a jelzés csupán a megfogalmazás eredetét és a szerzői jogokat jelzi, nem szolgál a cikkben szereplő információk forrásmegjelöléseként.